# Hedya dimidiana
Hedya dimidiana es una especie de polilla del género Hedya, tribu Olethreutini, familia Tortricidae. Fue descrita científicamente por Clerck en 1759.

## Descripción
La envergadura es de 14-23 milímetros.

## Distribución
Se distribuye por Suecia.